# Oberachmann
Oberachmann ist eine ehemalige Gemeinde im Salzkammergut in Oberösterreich und gehört zur Gemeinde Lenzing an der Ager im Bezirk Vöcklabruck.

## Geografie

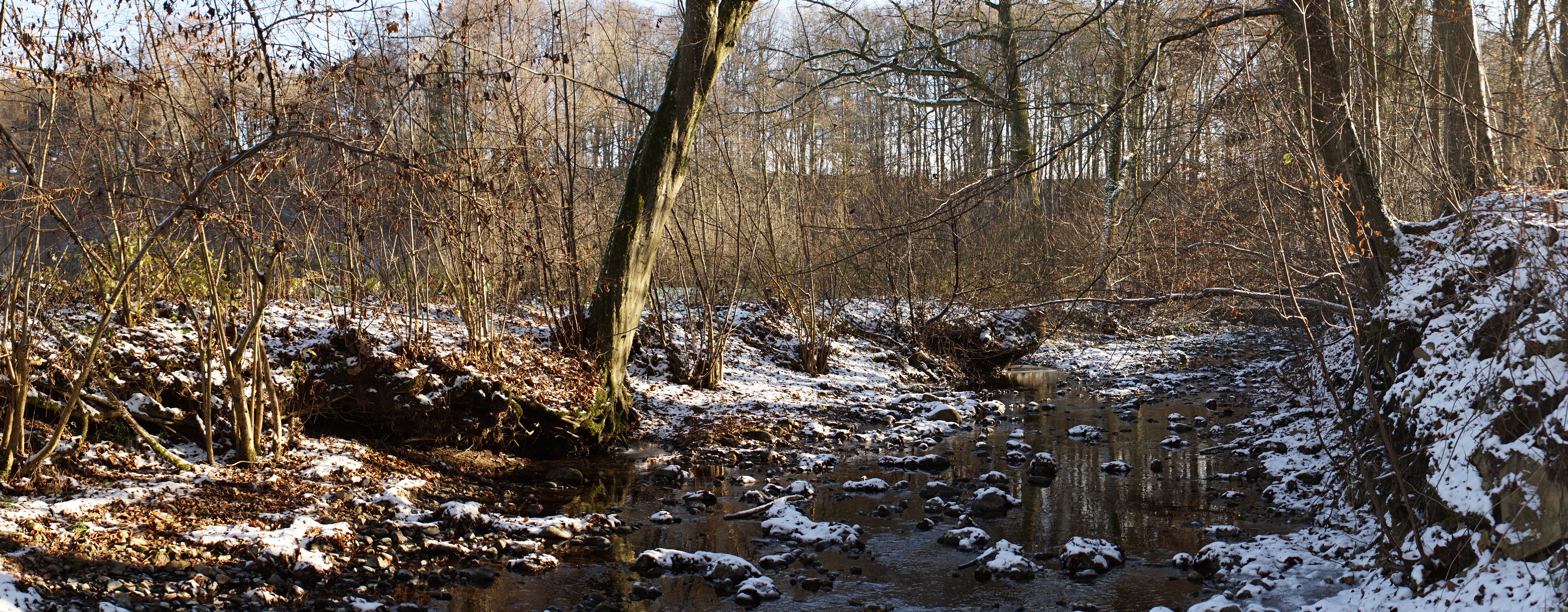
Steinbach (Schörfling) zwischen Ober- und Unterachmann

Der Ort befindet sich an der Ager, nur knapp 1,4 Kilometer vom Attersee entfernt, gegenüber der Rosenau, auf einer Höhe von um die 485 m ü. A. Er umfasst etwa 120 Häuser und hat 358 Einwohner (Stand 1. Jänner 2024). Von Unterachmann getrennt wird der Ort durch den Steinbach (Schörfling).
An Oberachmann vorbei verläuft die Schörflinger Bezirksstraße L1265, von der die Oberachmanner Straße abzweigt. An den ÖPNV angebunden ist der Ort durch die sich in der Nähe der Wengermühle befindliche Haltestelle Unterachmann Agerbrücke, die sich trotz ihres Namens in Oberachmann befindet.
| Haidach (Gem. Seewalchen a. A.) | Unterachmann     | Kraims                            |
| Rosenau (Gem. Seewalchen a. A.) |                  | Reibersdorf                       |
| Seewalchen a. A.                | Schörfling a. A. | Niederham (Gem. Schörfling a. A.) |

## Geschichte

### Entstehung
Um 1350 wird der Name Achmann erstmals im Grundbuch des Stiftes Mattsee erwähnt und taucht danach 1371 ebenfalls im Grundbuch der Schaunberger auf. Im Urbar Kammer wird bereits 1561 von Ober-Achmann und Nieder-Achmann bzw. Unter-Achmann gesprochen.
Der Ursprung des Worts Achmann geht dabei auf die Aufsichtsperson zurück, die für die Holztransporte vom Attersee nach Vöcklabruck über die Ager verantwortlich war. Nachdem die Ager bereits im Mittelalter eine wichtige Handelsroute war, und häufig für die Flößerei von Holz verwendet wurde, hatten am Agerufer ein oberer und ein unterer Achmann ihre Behausung. In der Nähe dieser, entlang des Agerufers und der daneben liegenden Uferstraße, ließen sich mit der Zeit weitere Siedler nieder, wodurch sich ein Zeilendorf bildete.
Da Oberachmann über keine Kirche verfügte und nicht Markt halten durfte, spielte sich das geistige und wirtschaftliche Leben der damaligen Oberachmanner hauptsächlich in Schörfling ab, das über eine Kirche verfügte und seit 1499 wöchentlich Märkte hielt.

### Gemeinde
Mit dem Patent Kaiser Josefs II. von 1785 zur Steuer- und Urbarial-Regulierung wurde Oberachmann zur Steuer- bzw. Katastralgemeinde. Diese umfasste neben Oberachmann ebenfalls die Ortschaften: Unterachmann, Kraims, Reibersdorf, Haid, Niederham, Steinbach, Fantaberg, Moos, Wörzing, Neuhausen und Alt Lenzing. Mit Erlass des Statthalters des Kronlandes ob der Enns vom 31. Juli 1851 wurde die Steuergemeinde zur politischen Gemeinde Oberachmann. Sie hatte eine Fläche von 10,63 km² und zählte 701 Einwohner. Entgegen der Meinung des Landesausschusses, und obwohl man sich zum Pfarr- und Marktleben in Schörfling zugehörig fühlte, kam es nie zu einer Vereinigung mit Schörfling. Hauptgrund hierfür war, dass man die Unabhängigkeit der Mühlen und Sägewerke an der Ager bewahren wollte.
Für die bis dahin hauptsächlich bäuerlich geprägte Gemeinde Oberachmann brach in den 1890er Jahren eine Zeitenwende ein, als der Ternitzer Fabrikant Emil Hamburger 1890 die sogenannte Starlinger Mühle in Alt Lenzing kaufte und zu einer Papierfabrik ausbaute. Nur vier Jahre später 1894 kaufte er ebenfalls die Mühle in der Au (Seewalchen) welche er auch zu einer Papierfabrik ausbauen ließ. Später 1896 erwarb er die Fellingermühle in Unterachmann, die er in Wohnungen für seine Arbeiter umbauen ließ, sowie die Raudaschlmühle, welche er in ein Sägewerk umbaute.
Durch die bescheidenen Steuereinnahmen, die durch die Errichtung der Alt Lenzinger Papierfabrik der Gemeinde zugutekamen, war es 1898 erstmals möglich eine Verbindungsstraße von Oberachmann über Fantaberg nach Oberhehenfeld zu errichten, und die Gemeinde Schörfling mangels eines eigenen Schulgebäudes finanziell zu unterstützen.
Im Jahr 1906 wurde erstmals ein elektrischer Netzstrang von Attnang über Vöcklabruck an den Attersee geführt, der die Gemeinde Oberachmann durchquerte, diese jedoch nicht versorgte. Erst 2. April 1919 erteilte die Bezirkshauptmannschaft die Genehmigung für die Errichtung einer Kraftstromleitung, die Ober- und Unterachmann sowie Kraims und Reibersdorf mit Strom versorgte.

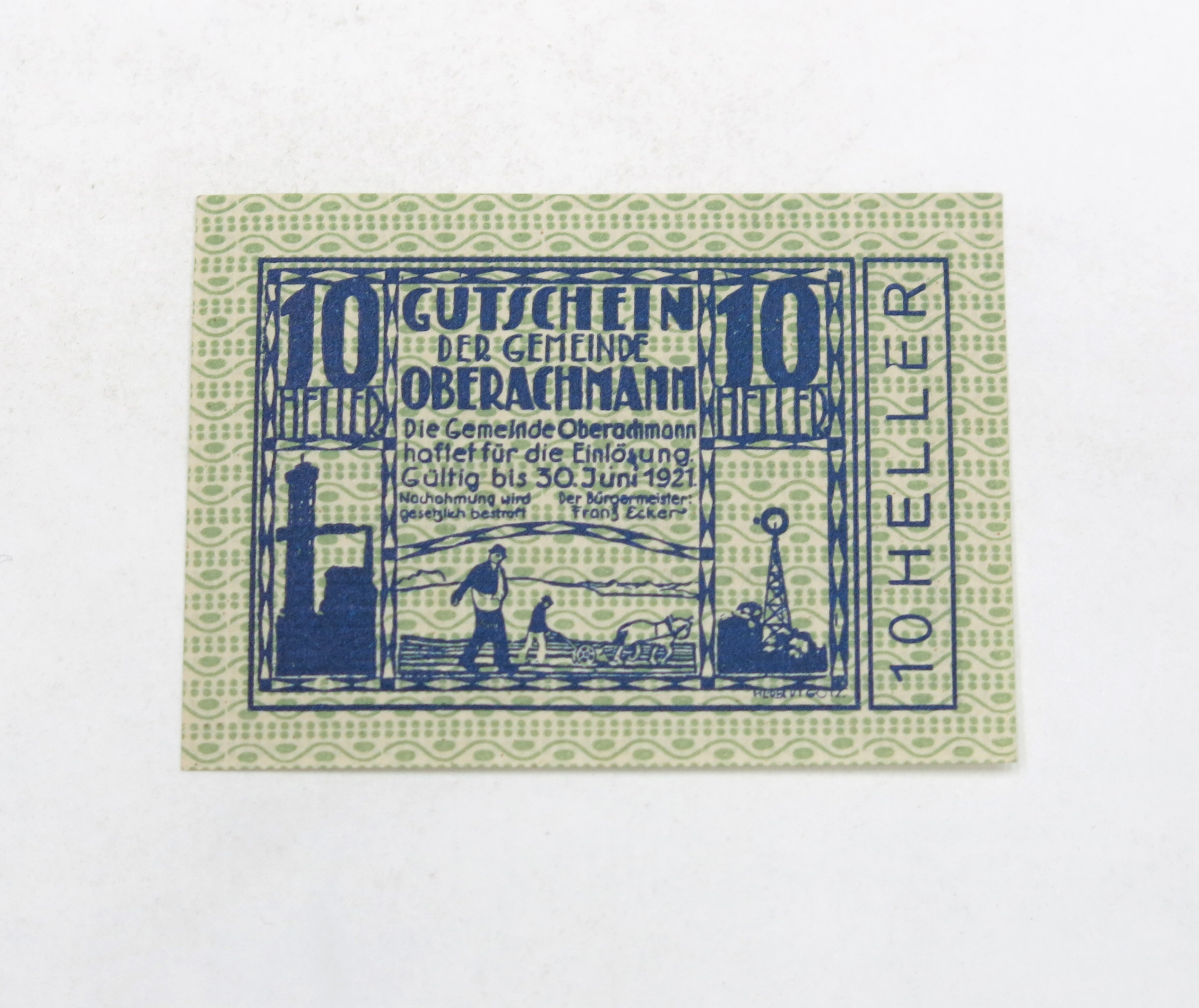
10 Heller Notgeldschein

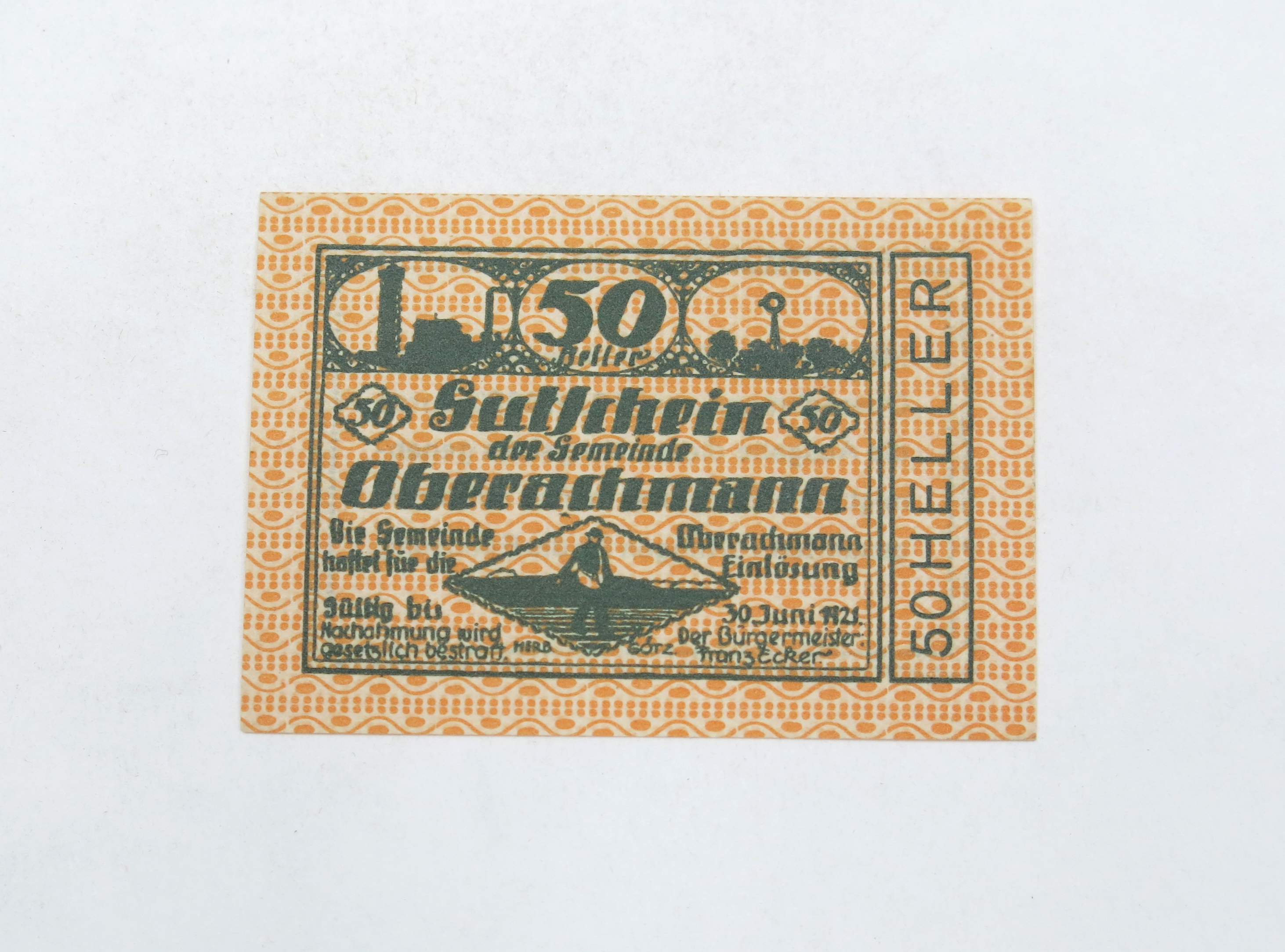
50 Heller Notgeldschein

Aufgrund des großen Geldmangels zu Beginn der Ersten Republik beschloss die Gemeinde am 11. Mai 1920 die Ausgabe eigener Notgeldscheine.

Das Silmbroth-Gut (Oberachmanner Straße 17) im Jahr 1923 mit den damaligen Besitzern

Gemeinsam mit der Gemeinde Aurach gründete die Gemeinde Oberachmann 1923 eine Elektrizitäts-Genossenschaft für den Ausbau des Kraftstromnetzes bis nach Moos, Wörzing, Steinbach und Niederham. Im selben Jahr kaufte die Gemeinde das Haus Oberachmann 5 (heute Oberachmanner Straße 16), ließ es abtragen und an dessen Stelle das neue Gemeindehaus errichten, das zunächst als Armenhaus und später als normales Miethaus verwendet wurde.
1926 kaufte die Gemeinde ein ca. 830 Quadratmeter großes Grundstück in Arnbruck (Timelkam) und errichtet auf diesem im Folgejahr eine dreiklassige Volksschule, die am 27. November 1928 eingeweiht wurde.
1935 kaufte die Schweizer Bunzl-Konzern-Holding AG mit 96 % die Aktienmehrheit der Papierfabriken in Alt Lenzing und Pettighofen, und ließ diese rasch modernisieren und vergrößern. 750 Arbeiter verarbeiteten täglich rund 70 Tonnen Zellstoff zu hochwertigem Pergamentpapier, es kam zur Vollbeschäftigung. 1937 investierte der Bunzl-Konzern weiter in die Zellstofffabrik in Alt Lenzing und baute diese zur modernsten Anlage ihrer Art in Europa aus.
Die modernisierte Zellstoffanlage wurde am 7. März 1938 nur drei Tage vor dem Anschluss feierlich in Betrieb genommen.

#### Bürgermeister
(Quelle: )
- 1850–1860 Sebastian Baumgartinger
- 1860–1864 Ferdinand Sturm
- 1864–1867 Wolfgang Scherndl
- 1867–1870 Josef Fellner
- 1870–1873 Josef Apfel
- 1873–1876 Anton Huemer
- 1876–1879 Mathias Haminger
- 1879–1885 Michael Katterl
- 1885–1894 Josef Wenger
- 1894–1897 Franz Starzinger
- 1897–1900 Ferdinand Sturm
- 1900–1903 Franz Starzinger
- 1903–1906 Franz Lenzenwöger
- 1906–1909 Ferdinand Sturm
- 1909–1919 Franz Lenzenwöger
- 1919–1924 Franz Ecker
- 1924–1938 Josef Kofler
- 1938–1939 Georg Piram (kommissarisch)

#### Ehrenbürger
- 1890 Bürgermeister Josef Wenger
- 1894 Kooperator Ludwig Weilnböck
- 1901 k.u.k. Landesgerichtsrat Rudolf Pelzeder
- 1902 Bezirkshauptmann Dr. Karl Graf Lodron-Laterno
- 1906 Ferdinand Knoll

#### Grenzstreitigkeiten
Aufgrund der angespannten wirtschaftlichen Lage der 1920er und 1930er Jahre empfanden Gemeinden es als große Belastung Wohnort der Arbeiter einer anderen Gemeinde zu sein. Grund dafür war, dass die Gemeinde, die die Arbeiter beheimatete, zwar für die soziale Fürsorge bei Krankheits- und Verarmungsfällen sowie Wohnungsnotständen aufkommen musste, die Steuereinnahmen des Arbeit gebenden Betriebs jedoch einzig und allein an die Gemeinde gingen, in der sich der Betrieb befand.
21. Jänner 1920
Im Sitzungsprotokoll des Gemeindeausschusses Oberachmanns wird vermerkt, dass der Gemeindeausschuss das Ansuchen der Gemeinde Timelkam, entweder Alt Lenzing (Gem. Oberachmann) samt der sich dort befindenden Papierfabrik an Timelkam abzutreten, oder Arnbruck (Gem: Timelkam) samt der sich dort befindlichen Arbeiterwohnheime aufzunehmen, abgelehnt hat. Begründet wurde diese Entscheidung, dadurch das es eine ähnliche Situation auch in Oberachmann gäbe, da die zweite Papierfabrik in Pettighofen zu Seewalchen gehört, während sich die Arbeiterwohnheime in Oberachmann befinden.
2. März 1930
Die Gemeinden Oberachmann und Timelkam halten eine gemeinsame Gemeindeausschusssitzung ab, um etwaige Zusammenlegungen bzw. Abtretungen des Fabriksgeländes Alt Lenzing an Timelkam zu argumentieren. Timelkam wird zu dieser Zeit aufgrund der prekären finanziellen Lage der Gemeinde kommissarisch verwaltet.
13. März 1930
Der Gemeindeausschuss Oberachmanns beschließt nach eingehender Beratung einstimmig, dass einer Zusammenlegung als auch einer Abtretung nicht zugestimmt wird.
29. März 1930
Der Gemeindeausschuss Timelkam beschließt alle erforderlichen Schritte für die Abtretung des Fabrikgeländes in Alt Lenzing zu unternehmen, eine Kanzlei mit der Ausarbeitung aller erforderlichen Unterlagen zu beauftragen, und alle dabei entstehenden Koste zu tragen.
11. Mai 1930
Die Gemeinde Timelkam teilt der Oberösterreichischen Landesregierung im Schreiben (Zl. 1136/1) ihre Forderungen zwecks Gebietsabtretungen gegen Oberachmann mit.
28. August 1930
In ihrer Sitzung weist der Gemeindeausschuss Oberachmann die von Timelkam an die Landesregierung übermittelten Forderungen bezüglich Gebietsabtretungen als erfundene Unwahrheiten entschieden zurück und schreibt selbst an die Landesregierung, dass bis 1920 ein friedliches Zusammenleben zwischen Timelkam und Oberachmann bestand, das aber seit damals durch Timelkam unbegründet gestört wird.
14. September 1930
In einem ergänzenden Schreiben an die Landesregierung (Zl. II 2266 v. 7. August 1930) teilt die Gemeinde Oberachmann mit, dass man die Papierfabrik in Alt Lenzing nicht an Timelkam abtreten könne, da Oberachmann die finanziellen Mittel für die in Oberachmann untergebrachten Arbeiter der Papierfabrik in Pettighofen (Seewalchen) bräuchte. Daher wäre eine Abtretung der Papierfabrik in Alt Lenzing finanziell vernichtend für die Gemeinde.
30. September 1930
Die Landesregierung teilt der Gemeinde Oberachmann mit, dass für die Durchführung einer Grenzänderung keine Landesgesetze notwendig seien, und eine solche Änderung daher im gegenseitigen Einverständnis der Gemeinden umgesetzt werden könne.
16. Dezember 1930
Die Landesregierung stellt in ihrem Schreiben (Zl. 2266/4) fest, dass von Seiten des Lands kein beleidigendes Verhalten der Gemeinde Timelkam gegenüber der Gemeinde Oberachmann festzustellen sein, und betont nochmals, dass Grenzänderung nur in beiderseitigem Übereinkommen möglich seien.
12. August 1934
Der kommissarische Leiter der Gemeinde Timelkam legt dem Landeshauptmann die Schwierigkeiten der von ihm verwalteten und unter Geldnot stehenden Gemeinde persönlich da, infolgedessen eine konkrete Vorlage einer Eingabe seitens des Landeshauptmanns eingeleitet wird. Die Landesregierung fasst daraufhin einen Plan für die Gebietsabtretung der Gemeinde Oberachmann ab.
28. Dezember 1934
Der Gemeindeausschuss Oberachmann nimmt in Punk III. seiner Sitzung die zu Gunsten der Gemeinde ausgefallene Entscheidung der Oö. Landeshauptmannschaft über die Gebietsabtretung Alt Lenzing mit Befriedigung zu Kenntnis. (Zl. II 2266/9-1930)
18. Mai 1935
Aufgrund der erdrückenden Abgabenrückstände an das Land, tritt die Gemeinde Timelkam erneut an die Oö. Landeshauptmannschaft mit der Bitte der Eingemeindung Alt Lenzings. Die Gemeinde Timelkam veranlasst daraufhin weitere Eingaben, auf welche die Gemeinde Oberachmann am 18. Juli antwortet, dass auch sie eine finanzielle Notlage erfährt, und daher nicht wie von Timelkam gefordert einer Teilung der Lohnabgaben zustimmen kann.

#### Ende der Gemeinde
4. Mai 1938

Gemeinde Oberachmann vor 1939

Bereits wenige Wochen nach dem Anschluss versucht die Gemeinde Timelkam erneut ihr Gemeindegebiet auszuweiten. Dieses Mal jedoch nicht mehr nur um Alt Lenzing, sondern auch um Haid, und aufgrund der sich ändernden Gesetzeslage, wenn nötig auch zwangsweise.
7. Juni 1938
Die Gemeinde Timelkam stellt erneut eine Eingabe für die Eingemeindung der Ortsteile Alt Lenzing und Haid aus der Gemeinde Oberachmann, sowie zum ersten Mal für die Ortschaft Pettighofen aus der Gemeinde Seewalchen.
14. Juni 1938
Die Oö. Landeshauptmannschaft hat den Vorschlag Timelkams der Bezirkshauptmannschaft Vöcklabruck „zur allfälligen Kenntnisnahme“ mitgeteilt, mit der Einladung „diesen angeregten Zusammenschluss auch von dort nachdrücklich fördern zu wollen“.
7. Juli 1938
Die Oö. Landeshauptmannschaft teilt den Gemeinden Oberachmann, Seewalchen und Gampern mit, sie mögen bezüglich der von Timelkam von ihnen geforderten Gebietsabtretungen Stellung nehmen.
29. Juli 1938
In einem Schreiben teilt die Gemeinde Seewalchen der Oö. Landeshauptmannschaft mit, dass sie der von Timelkam geforderten Eingemeindung von Pettighofen, unter keinen Umständen zustimmen kann.
3. August 1938
Nachdem die Vöcklabrucker Kreisleitung der NSDAP den damaligen Seewalchener Bürgermeister stark unter druck setzten, unterschrieb dieser im Beisein des Stellvertretenden Kreisleiters der NSDAP sowie Vertretern der Gemeinde Timelkam und den Zellwolle AG eine Einverständniserklärung über die Abtretung Pettighofens an Timelkam.
5. August 1938
In einem Schreiben wendet sich der Seewalchener Bürgermeister an die Reichsgauleitung Oberdonau (vormals Oö. Landesregierung), dass man ihn derart unter Druck gesetzt habe das er schlussendlich nachgeben musste. Er fragt weiters ob die Abtretung Pettighofens im Sinne der Reichsgauleitung sei.
10. August 1938
Es folgte eine Besprechung zum Thema Auflösung und Eingemeindung der Gemeinde Oberachmann in Timelkam und Schörfling, an der die Gemeinen Schörfling, Oberachmann, Timelkam und Gampern teilnahmen. Die ebenfalls anwesenden Vertreter der Zellwolle AG sprachen sich jedoch dafür aus, dass sie für eine einfachere Verwaltung daran interessiert sein, ihre Betriebsanlagen in nur einer Gemeinde zu haben.
16. August 1938
In der von der Gemeinde Oberachmann nach der Besprechung vom 10. August geforderten Stellungnahme erklärte sich die Gemeinde unter spürbarem Zwang und bei Erfüllung von drei Forderungen dazu bereit die Papierfabrik an Timelkam abzutreten.
1. Die Ortschaft Alt Lenzing müsse im Gemeindegebiet von Oberachmann verbleiben
2. 50 % der von nun an an Timelkam gehenden Lohnabgaben müssen an zu Gunsten der Gemeinde Oberachmann sichergestellt werden.
3. Als Ersatz für das Abzutretende Fabrikgebiet müsse die Eingemeindung der Ortschaften Obereck und Hainbach nach Oberachmann, laut ausgearbeitetem Plan der Gemeinde Timelkam vom 2. Juni 1930, erfolgen

29. August 1938
In einem Schreiben gibt die Gemeinde Seewalchen der Reichsgauleitung Oberdonau bekannt, dass sie auf höheren Befehl gezwungen wurde, einer Abtretung der Ortschaft Pettighofen nach Timelkam zuzustimmen. Jedoch werde man keinerlei Abtretungskosten tragen.
10. September 1938
Die Reichsgauleitung teilt dem Oberachmanner Bürgermeister in einem Schreiben mit, dass die Auflösung der Gemeinde Oberachmann und die Zuteilung des Gebiets dieser Gemeinde an andere Gemeinden nicht weiter verfolgt werden kann, da durch die Errichtung einer Zellwollefabrik mit großer Belegschaft in der nächsten Zeit eine große Siedlung entstehen werde, und erst dann beurteilt werden könne, ob und allenfalls inwieweit die Neubildung einer Gemeinde nötig sein wird.
29. September 1938
Mittels einer nochmaligen Eingabe bei der Reichsgauleitung versucht die Gemeinde Timelkam die Eingemeindung von Pettighofen in das eigene Gemeindegebiet zu erwirken und beruft sich dabei auf die erzwungene Einverständniserklärung des Seewalchener Bürgermeisters vom 3. August.
6. Dezember 1938
Mit Erlass (Zl. 273/1-39) des Landrat Vöcklabruck wird die Bildung einer eigenen neuen Industriegemeinde für das Zellwollewerk in Lenzing beschlossen.
9. Februar 1939
In dieser nun umgekehrten Situation für die Gemeinde Timelkam, wehrt sich diese gegen eine bevorstehende Gebietsabtretung und verfolgt weiter die Eingemeindung Alt Lenzings aus Oberachmann und Pettighofens aus Seewalchen.
15. Februar 1939
Der Landrat Vöcklabruck stellt fest, dass mit der Gemeinde Timelkam, indessen Gebiet sich das Energiewerk der ÖKA sowie der Kohleumschlagplatz der WTK befinden, bereits eine Industriegemeinde vorhanden ist. Der Gemeindeausschuss der Gemeinde Timelkam mache weiteres einen Vorschlag der für beide Seiten akzeptable wäre. So sein man bereit das Gemeindeverwaltungsgebäude sowie die Schule usw. zwischen Timelkam Markt und Pettighofen zu verlegen, auch für die Gemeindebezeichnungen Timelkam-Lenzing oder Lenzing-Timelkam wäre man gänzlich offen.
16. Februar 1939
Ohne andere Möglichkeit beschließt der Oberachmanner Gemeindeausschuss formal der Neugründung einer Industriegemeinde für die Zellwolle AG zuzustimmen, dies jedoch nur unter der Bedingung, dass der Name Oberachmann als Gemeindename erhalten bleibt.

Auflösung der Gemeinde Oberachmann

27. Februar 1939 – Ende der Gemeinde Oberachmann 

Industriegemeinde Agerzell nach 1939

Mit der Kundmachung durch den Landeshauptmann des Reichsgau Oberdonau treten umfangreiche Grenzänderungen in Kraft. Die Gemeinde Oberachmann wird aufgelöst, ihre südliche Hälfte, welche die Ortschaften Niederham, Steinbach, Fantaberg, Moos und Wörzing umfasst, wird als eigenständige Katastralgemeinde Fantaberg in die Gemeinde Schörfling eingemeindet, welche dafür die Raudaschlmühle abtreten muss. Die Gemeinde Seewalchen wird gegen ihren Willen gezwungen Pettighofen abzutreten, ebenso wird die Gemeinde Timelkam gezwungen Arnbruck, Pichlwang, Thal und Ulrichsberg abzutreten. Aus den akkumulierten Gebieten, welche zu dieser Zeit in vier Katastralgemeinden, dem übriggebliebenen nördlichen Teil der Katastralgemeinde Oberachmann, sowie den Katastralgemeinden Seewalchen, Timelkam und Schörfling lagen, wurde eine neue Katastralgemeinde geschaffen, welche die Grundlage für die neu gegründete Industriegemeinde war.
3. Juli 1939
In einer Besprechung im Verwaltungsgebäude der Zellwolle AG an der unter anderem Landeshauptmann-Stv. Rudolf Lengauer, sowie der Betriebsführer Walter Schieber und Landrat Frühwirth wird beschlossen, dass die neu geschaffene Industriegemeinde rund um die Zellwolle AG den Namen Agerzell erhalten soll.
1. Jänner 1940 – Ende des Gemeindenamens 
Mit Kundmachung vom 15. Dezember 1939 wurde mit Wirkung 1. Jänner 1940 die neue geschaffene Industriegemeinde, die bis dahin noch unter dem Namen Oberachmann firmierte, entgegen dem Beschluss des ehemaligen Gemeindeausschusses vom 16. Februar 1939 in Agerzell umbenannt.

### Ortschaft
Seit dem Ende der Gemeinde Oberachmann bezieht sich der Name nur mehr auf die ursprüngliche Ortschaft an der Ager, die sich nach dem Zweiten Weltkrieg zu einem beliebten Wohngebiet entwickelte.
Mitte der 1950er Jahre entsteht in Oberachmann ein regelrechter Bauboom. Landwirte stellen viele Grundstücke zur Verfügung, es wurden Erschließungsstraßen errichtet. 1952 wird das öffentliche Wasserleitungsnetz flächendeckend ausgebaut, 1958 der erste Bebauungsplan für Oberachmann beschlossen, und von 1981 bis 1985 das öffentliche Kanalsystem errichtet.
Heutzutage ist Oberachmann eine voll erschlossene Ortschaft nah an der Natur, mit einem größtenteils rechtwinklig angelegten Straßennetz, Wasser-, Kanal-, Ferngas- und Glasfaserversorgungsnetz.

## Persönlichkeiten
- Josef Wenger (1840–1903), Sägewerksbesitzer und Abgeordneter zum Österreichischen Abgeordnetenhaus

## Kultur und Freizeit

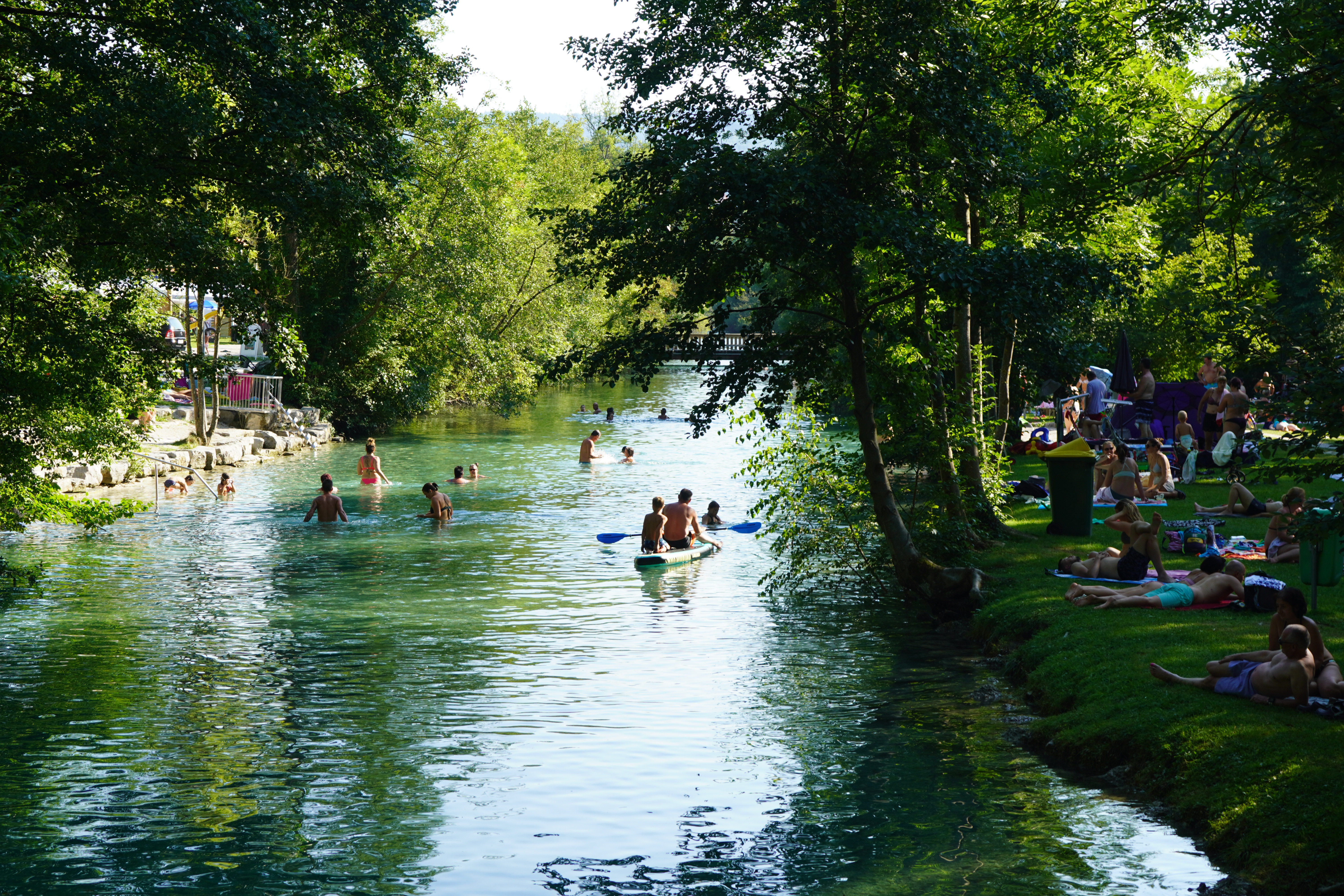
Naherholungsgebiet Agerinsel im Sommer

Die ursprünglich im Besitz der Familie Wenger stehende Liegenschaft an der Ager, wurde in den späten 1960er Jahren zu einem öffentlich zugänglichen Naherholungsgebiet mit Bademöglichkeit und großzügigen Spielplätzen ausgebaut. Heutzutage bildet die Agerinsel in Oberachmann eines der beliebtesten Naherholungsgebiete neben dem Attersee in der Region. Es verfügt über WC-Anlagen und Umkleidekabinen. In den Sommermonaten gibt es ebenfalls einen Buffet-Betrieb inmitten des Badeplatzes, sowie ganzjährig das unweit gelegenen Gasthaus Agerwirt das auf eine mehr als hundertjährige Geschichte zurückblicken kann.
Verkehrstechnisch ideal gelegenen, mit einem eigenen Parkplatz und einer nicht recht viel weiter gelegenen Bushaltestelle, bietet die Agerinsel einen beliebten Veranstaltungsort. Neben vielen anderen Veranstaltungen sind das Agerinselfest der Naturfreunde, sowie das Sautrogrennen Fixpunkte im Veranstaltungskalender.